# Yang Xiangzhong
Yang Xiangzhong (chiń. 楊相中; ur. 29 września 1974) − chiński bokser, dwukrotny olimpijczyk.

## Kariera amatorska
W czerwcu 1995 uczestniczył w 1. edycji igrzysk Pacyfiku i Oceanii, które miały miejsce w Buenaventurze. Reprezentant Chin zdobył srebrny medal w kategorii papierowej (do 48 kg.), przegrywając w finale z Kolumbijczykiem Beibisem Mendozą. W październiku tego samego roku brał udział w 18. mistrzostwach Azji, rywalizując w kategorii papierowej. W ćwierćfinałowej walce rywalem Chińczyka był Birju Sah. Xiangzhong pokonał reprezentanta Indii 16:7, awansując do półfinału. W półfinale zmierzył się z Tajem Somrotem Kamsingiem, z którym przegrał 1:13, zdobywając brązowy medal.
W 1996 r. był uczestnikiem igrzysk olimpijskich, rywalizując w kategorii papierowej. Na turniej został zakwalifikowany za zdobyty brązowy medal na mistrzostwach Azji w 1995. W pierwszej swojej walce wyeliminował reprezentanta Peru Alberto Rossela, pokonując go 16:7. W kolejnym pojedynku przegrał z medalistą mistrzostw świata, Marokańczykiem Hamidem Berhilim, przegrywając 9:14.
W 1998 został srebrnym medalistą igrzysk azjatyckich, które miały miejsce w Bangkoku. W finałowej walce w kategorii papierowej został pokonany przez reprezentanta Tajlandii Subana Punnona. Rok później zdobył brązowy medal na mistrzostwach Azji, przegrywając w półfinale z Dilshodem Yuldashevem. Chińczyk był w 2000 uczestnikiem igrzysk olimpijskich, rywalizując w kategorii muszej (do 51 kg.). Rywalizację zakończył na pierwszym pojedynku, przegrywając z Bogdanem Dobrescu. W 2001 zdobył brązowy medal na igrzyskach Azji Wschodniej w Osace.